# Tigkákion
Tigkákion är en ort i Grekland.   Den ligger i prefekturen Nomós Dodekanísou och regionen Sydegeiska öarna, i den sydöstra delen av landet, 300 km öster om huvudstaden Aten. Tigkákion ligger 4 meter över havet och antalet invånare är 171. Den ligger på ön Kos.
Terrängen runt Tigkákion är platt västerut, men åt sydost är den kuperad. Havet är nära Tigkákion åt nordväst.Runt Tigkákion är det tätbefolkat, med 257 invånare per kvadratkilometer. Närmaste större samhälle är Kos, 9,3 km öster om Tigkákion. Trakten runt Tigkákion består till största delen av jordbruksmark.